# Championnat d'Éthiopie de football 1998-1999
Navigation
Saison précédente Saison suivante
La saison 1998-1999 du Championnat d'Éthiopie de football est la cinquante-troisième édition de la première division en Éthiopie et la deuxième à prendre la forme d'une première division nationale, la National League. Elle regroupe, sous forme d'une poule unique, les dix meilleures équipes du pays qui se rencontrent deux fois, à domicile et à l'extérieur. En fin de saison, pour permettre le passage du championnat à 12 clubs, le dernier du classement est relégué et remplacé par les trois meilleures formations de deuxième division.
C'est le club de Saint-George SA, l'une des équipes promus de deuxième division, qui remporte le championnat cette saison après avoir terminé en tête du classement final, avec huit points d'avance sur Awassa City FC et quatorze sur Ethiopian Coffee. C'est le seizième titre de champion d'Éthiopie de l'histoire du club.

## Les clubs participants
| - Mebrat Hail - Ethiopian Insurance FC - Ethiopian Bunna - Awassa City FC - Dire Dawa Railways FC - Promu de D2 | - Dire Dawa Cherka Cherk - Guna FC - Kombelcha Cherka Cherk - Saint-George SA - Promu de D2 - Muger Cement FC - Promu de D2 |

## Compétition
Le barème de points servant à établir les classements se décompose ainsi :
- Victoire : 3 points
- Match nul : 1 point
- Défaite : 0 point

### Classement
| Rang | Équipe                 | Pts | J  | G  | N | P  | Bp | Bc | Diff |
| ---- | ---------------------- | --- | -- | -- | - | -- | -- | -- | ---- |
| 1    | Saint-George SA'P'C    | 47  | 18 | 15 | 2 | 1  | 35 | 10 | +25  |
| 2    | Awassa City FC         | 39  | 18 | 12 | 3 | 3  | 30 | 15 | +15  |
| 3    | Ethiopian BunnaT       | 33  | 18 | 9  | 6 | 3  | 27 | 21 | +6   |
| 4    | Mebrat Hail            | 27  | 18 | 8  | 3 | 7  | 23 | 23 | 0    |
| 5    | Ethiopian Insurance FC | 24  | 18 | 7  | 3 | 8  | 23 | 22 | +1   |
| 6    | Dire Dawa Cherka Cherk | 24  | 18 | 7  | 3 | 8  | 30 | 35 | -5   |
| 7    | Muger Cement FCP       | 20  | 18 | 6  | 2 | 10 | 25 | 29 | -4   |
| 8    | Dire Dawa Railways FCP | 19  | 18 | 6  | 1 | 11 | 25 | 30 | -5   |
| 9    | Guna FC                | 13  | 18 | 3  | 4 | 11 | 15 | 22 | -7   |
| 10   | Kombelcha Cherka Cherk | 8   | 18 | 1  | 5 | 12 | 15 | 41 | -26  |

|  | Qualification pour la Ligue des champions de la CAF 2000                                |
|  | Qualification pour la Coupe des Coupes 2000                                             |
|  | Qualification pour la Coupe de la CAF 2000                                              |
|  | Relégation directe en deuxième division                                                 |
|  | T : Tenant du titre C : Vainqueur de la Coupe d'Éthiopie P : Promu de deuxième division |

## Bilan de la saison
| Championnat d'Éthiopie de football 1998-1999 |                             |
| Champion                                     | Saint-George SA (16e titre) |
| Coupes et trophées                           |                             |
| Vainqueur de la Coupe d'Éthiopie 1998-1999   | Saint-George SA             |
| Qualifications continentales                 |                             |
| Ligue des champions de la CAF 2000           | Saint-George SA             |
| Coupe des Coupes 2000                        | Ethiopian Bunna             |
| Coupe de la CAF 2000                         | Awassa City FC              |
| Promotions et relégations                    |                             |
| Promus en National League                    | Banks Sports Club           |
| Promus en National League                    | Adama City                  |
| Promus en National League                    | Trans Ethiopia FC           |
| Relégués en Second League                    | Kombelcha Cherka Cherk      |